# جام تکزاکو ۷۲–۱۹۷۱
جام تکزاکو ۷۱–۱۹۷۰ دومین دوره جام تکزاکو بود که توسط تکزاکو حمایت مالی شد. تیم دربی کانتی، در یک فینال رفت و برگشت، ایردریونینز را در مجموع ۲-۱ شکست داد و برنده شد.

## مرحله اول
بازی‌ها به صورت رفت و برگشت در زمین هردو تیم مقابل هم برگزار شد.
| تیم ۲           | نتیجه     | تیم ۲           | تاریخ          |
| --------------- | --------- | --------------- | -------------- |
| فالکیرک         | ۱–۰       | کاونتری سیتی    | ۲۳ شهریور ۱۳۵۰ |
| فالکیرک         | ۰–۳       | کاونتری سیتی    | ۵ مهر ۱۳۵۰     |
| بالیمنا یونایتد | ۳–۲       | واترفورد        | ۲۴ شهریور ۱۳۵۰ |
| بالیمنا یونایتد | ۳–۳       | واترفورد        | ۵ مهر ۱۳۵۰     |
| دربی کانتی      | ۶–۲       | داندی یونایتد   | ۲۴ شهریور ۱۳۵۰ |
| دربی کانتی      | ۲–۳       | داندی یونایتد   | ۶ مهر ۱۳۵۰     |
| هارتس           | ۱–۰       | نیوکاسل یونایتد | ۲۴ شهریور ۱۳۵۰ |
| هارتس           | ۱(۳)–(۴)۲ | نیوکاسل یونایتد | ۶ مهر ۱۳۵۰     |
| هادرزفیلد تاون  | ۱–۰       | مورتون          | ۲۴ شهریور ۱۳۵۰ |
| هادرزفیلد تاون  | ۱–۱       | مورتون          | ۷ مهر ۱۳۵۰     |
| منچستر سیتی     | ۲–۲       | ایردریونینز     | ۲۴ شهریور ۱۳۵۰ |
| منچستر سیتی     | ۰–۲       | ایردریونینز     | ۷ مهر ۱۳۵۰     |
| مادرول          | ۰–۱       | استوک سیتی      | ۲۴ شهریور ۱۳۵۰ |
| مادرول          | ۱–۴       | استوک سیتی      | ۷ مهر ۱۳۵۰     |
| شامروک روفرز    | ۵–۱       | کولیرین         | ۲۴ شهریور ۱۳۵۰ |
| شامروک روفرز    | ۳–۰       | کولیرین         | ۸ مهر ۱۳۵۰     |

## یک‌چهارم نهایی
بازی‌ها به صورت رفت و برگشت در زمین هردو تیم مقابل هم برگزار شد.
| تیم ۱           | نتیجه | تیم ۲           | تاریخ        |
| --------------- | ----- | --------------- | ------------ |
| کاونتری سیتی    | ۱–۱   | نیوکاسل یونایتد | ۲۷ مهر ۱۳۵۰  |
| کاونتری سیتی    | ۱–۵   | نیوکاسل یونایتد | ۱۲ آبان ۱۳۵۰ |
| هادرزفیلد تاون  | ۱–۲   | ایردریونینز     | ۲۷ مهر ۱۳۵۰  |
|                 | ۱–۵   | ایردریونینز     | ۱۲ آبان ۱۳۵۰ |
| بالیمنا یونایتد | ۴–۱   | شامروک روفرز    | ۲۸ مهر ۱۳۵۰  |
| بالیمنا یونایتد | ۱–۱   | شامروک روفرز    | ۱۲ آبان ۱۳۵۰ |
| دربی کانتی      | ۳–۲   | استوک سیتی      | ۲۸ مهر ۱۳۵۰  |
| دربی کانتی      | ۱–۱   | استوک سیتی      | ۱۲ آبان ۱۳۵۰ |

## نیمه نهایی
بازی‌ها به صورت رفت و برگشت در زمین هردو تیم مقابل هم برگزار شد.
| تیم ۱           | نتیجه | تیم ۲           | تاریخ       |
| --------------- | ----- | --------------- | ----------- |
| بالیمنا یونایتد | ۰–۳   | ایردریونینز     | ۳ آذر ۱۳۵۰  |
| بالیمنا یونایتد | ۳–۴   | ایردریونینز     | ۱۷ آذر ۱۳۵۰ |
| دربی کانتی      | ۱–۰   | نیوکاسل یونایتد | ۳ آذر ۱۳۵۰  |
| دربی کانتی      | ۴–۲   | نیوکاسل یونایتد | ۱۷ آذر ۱۳۵۰ |

## فینال
| ایردریونینز | ۰ – ۰ | دربی کانتی |
| ----------- | ----- | ---------- |
|             |       |            |

| دربی کانتی | ۲ – ۱ | ایردریونینز |
| ---------- | ----- | ----------- |
|            |       |             |